# Florida State Road 89
Die Florida State Road 89 (kurz FL 89) ist eine State Route im US-Bundesstaat Florida, die in Nord-Süd-Richtung verläuft.
Die State Road beginnt an der Grenze zu Alabama nördlich von Jay und endet nach 39 Kilometern in Milton am U.S. Highway 90 sowie an der State Road 10.

## Verlauf
Ab der Grenze zu Alabama verläuft die FL 89 in Richtung Süden und trifft in Jay auf die State Road 4. Nördlich von Milton nahe der Naval Air Station Whiting Field nutzt die FL 89 für einige Kilometer die Trasse der State Road 87. Die Trassen trennen sich an der Stadtgrenze und verlaufen parallel durch das Stadtzentrum. Nach 39 Kilometern endet die Straße am U.S. Highway 90 sowie an der FL 10.